# تجربة سريرية

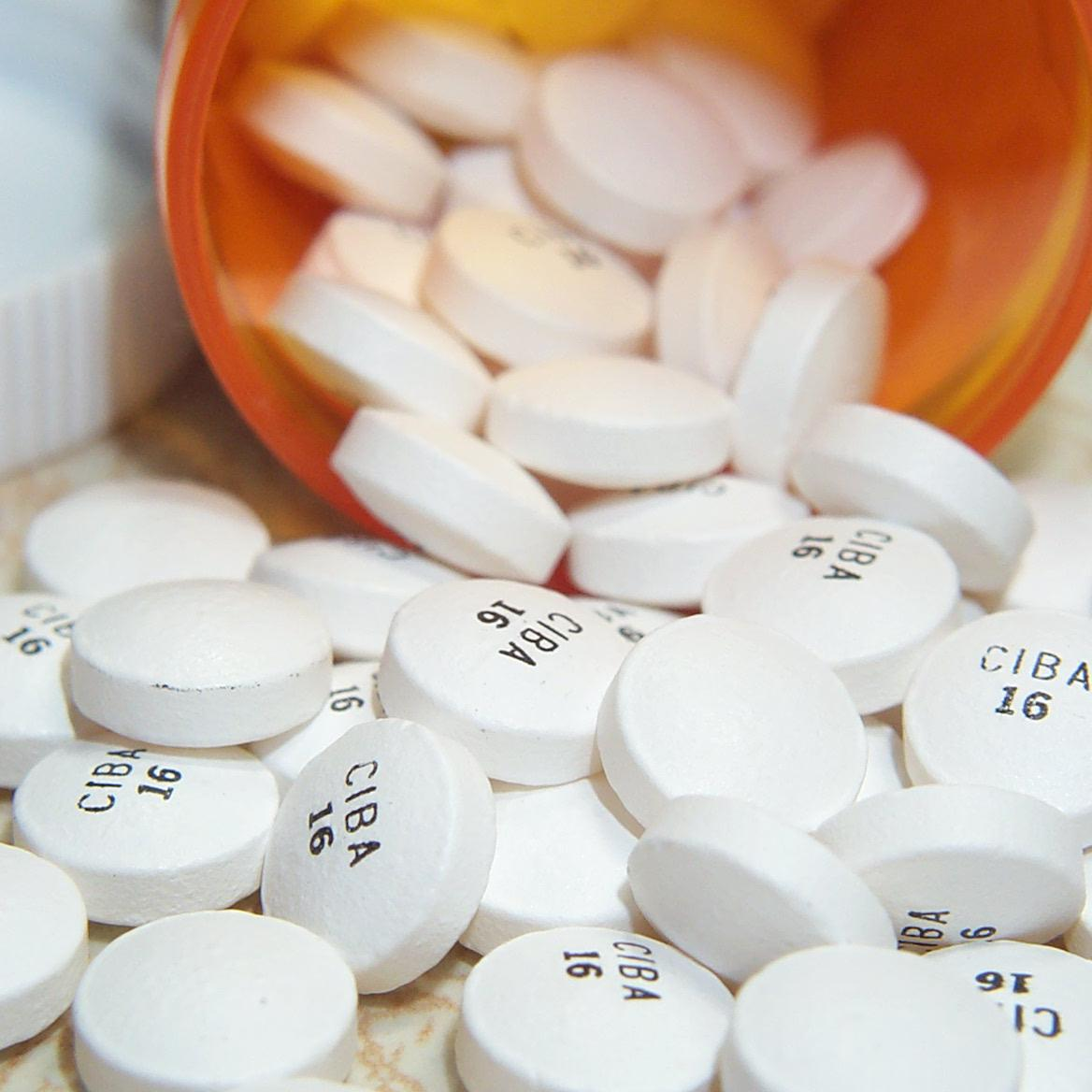

التجارب السريرية هي دراسات تهتم بتقييم التدخلات العلاجية أو الدوائية أو الجراحية أو الغذائية، وذلك عن طريق تقسيم المرضى أو الأشخاص الذين ستجرى عليهم التجربة إلى مجموعتين بشكل عشوائي، حيث يطلق على المجموعة الأولى: «مجموعة التجربة» والأخرى تكون مجموعة المراقبة (انظر المراقبة في التجارب [الإنجليزية]
إذا كان الاختبار يتم لـ دواء على سبيل المثال فإن مجموعة التجربة ستقوم بأخذ الدواء الجديد المراد تجربته بينما تأخذ مجموعة المراقبة مادة غفل، بلا فعالية (خاملة المفعول، انظر غفل) ثم تقارن نتائج مجموعة التجربة مع نتائج مجموعة المشاهدة ولإزالة التحيز يتم في أغلب الأحيان اللجوء إلى أحد نظم التعمية السريرية

## أمثلة للدَراسات السريريَة
- النَظر فيما إذا كان هذا الدواء أو ذاك صالحا لمعالجة مرض معيَن.
- النَظر فيما إذا كان استعمال مقدار إضافي من الدَواء يمكنه أن يبرئ العلَة ويشفي المريض.
- النَظر فيما إذا كان الدَواء المتوفَر في السَوق لمعالجة مرض ما يمكنه أن يساعد على علاج مرض آخر لم يكن معدَا له في الأصل.
- النَظر فيما إذا كان هذا الدَواء أو العلاج الموصوف لعلَة ما يمكنه أن يكون أجدى لحالة المريض من الدَواء أو العلاج العادي المستعمل له سابقا.
- المقارنة بين دواءين أو علاجين فأكثر للنظر في أيَها أجدى لعلاج مرض معيَن.

## الأخلاقيات
ينبغي وجود معايير أخلاقية أساسية في جميع التجارب السريرية. يجب على المشاركين المتطوعيين في الدراسات السريرية أن يتلقوا معلومات كافية ويعطوا موافقتهم بشكل مستنير للمشاركة في التجربة. يجب إبلاغهم عن الأخطار المحتملة بشكل شامل.
تنشر منظمة الأخلاق الطبية الدولية مؤشرًا عن مدى الأخلاقية في التجارب السريرية التي تقوم بها شركات الأدوية لحماية المشاركين.
في فرنسا، يُعتبر رأي لجنة حماية الأشخاص أمرًا إلزاميًا. ستقوم هذه اللجنة بإصدار رأيها من خلال التحقق من الفائدة العلمية والطبية للدراسة، وتقدير نسبة المخاطر المحتملة مقابل الفائدة المتوقعة، والامتثال للممارسات الجيدة في الطريقة، بما في ذلك المروج والمحقق الرئيسي للدراسة وتوفر تأمين لتعويض المشاركين في الدراسة في حالة وقوع أضرار
يجب الإعلان عن العلاقات المالية بين المحققين والمروجين للدراسة، إذا كانت موجودة. يجب تجنب المصالح المتعارض

## تاريخ التَجارب السَريريَة
إن مفهوم التَجارب السَريريَة قديم ومعروف منذ القرون الوسطى. وقد وقع النَظر فيه وتطبيقه من طرف الفيلسوف والطَبيب الفارسي ابن سينا بداية من الرَبع الأوَل من القرن الحادي عشر الميلادي. وقد تعرَض هذا العالم لتفاصيل هذه التَجارب في كتابه الموسوعي القانون في الطب.
و يعتبر ابن سينا رائد الطَبَ الحديث وعلم الصَيدلة. وفي كتابه القانون في الطب ضبط القواعد التَجريبيَة في هذا الخصوص وحصر العقاقير الطبيَة والأدوية المستعملة آنذاك في هذه التَجارب. وقد وضع لها دليلا دقيقا للكشف عن مدى نجاعتها في علاج الأمراض المستعصية في عصره.
و يمكن تلخيص بعض هذه القوانين والتَطبيقات في النَقاط التَالية:
1. يجب أن يكون الدواء مفردا خالصا لا تشوبه شائبة غير مكتسبة.
2. يجب أن يستعمل هذا الدواء لعلاج مرض مفرد لا لعلاج مرض مركَب.
3. يجب أن يجرَب الدَواء على علَتين متضادَتين حتَى يتبيَن لنا أنَ الدَواء قد أبرأ العلَة لخصائصه الأصليَة وليس بصفة عرضيَة.
4. خاصيَات الدَواء وقوَته يجب أن تقابل قوَة العلَة وبرودتها. ذلك أنَ لبعض الأدوية حرارة دون برودة العلل التي تعالجها، فلا تؤثَر فيها البتَة.
5. يجب أن يراعى لكلَ تجربة وقتها، حتَى لاتتداخل التَأثيرات الأصليَة بالحادثة وتختلط علينا النَتائج.
6. يجب أن تكون للأدوية والعقاقير المستعملة تأثيرات إيجابيَة دائمة في أغلب الحالات وإلاَ كان البرء بفعل المصادفة لا غير.
7. أن تقع التجارب على الإنسان لأنَ تجربة دواء أو عقار على حيوان كالأسد والحصان لا تدلَ على أنَ التَأثير سيكون هو نفسه على جسم الإنسان.

و من بين التَجارب السَريريَة المشهورة في هذا الصَدد تجربة جيمس ليند الَذي أقام الدَليل سنة 1747 على أنَ عصير القوارص يشفي من مرض الأسكربوط.
فقد جرَب هذا الطَبيب على مجموعات من الملاَحين المصابين بهذا الدَاء عددا من المواد الحامضة انطلاقا من الخلَ حتَى عصير التَفَاح، وقد تبيَن له في النَهاية أنَ المجموعة الَتي تناولت عصيري اللَيمون والبرتقال قد تعافى أفرادها من هذا المرض بعد ستَة أيَام فقط من بداية العلاج.
أمَا فريدريك أكبر محمَد (1849-1884)والَذي كان طبيبا في مستشفى ڨاي مستشفى ڨاي بلندن، فقد نجح بفضل تجاربه السَريريَة من الفصل بين المرضى الَذين يعانون من الأوجاع المزمنة لمرض الكلى مع ارتفاع ضئيل في ضغط الشَرايين وبين المرضى الآخرين الَذين بعانون من ارتفاع حادَ في ضغط الدَم كما نعرفه الآن.
كما يعود فضل الرَيادة أيضا لهذا العالم، الذَي استطاع منذ ذلك التَاريخ، أن يضع سجلاَ جماعيَا مشتركا خاصَا بالمعلومات الَتي تهمَ المرضى، والَتي يرسل بها إليه زملاؤه المختصَون، المنتمون للرابطة الطبية البريطانية والعاملون خارج المستشفيات.

## نظم التعمية السريرية
تستخدم للتخلص من التحيز الذي قد يحدث في التجارب السريرية بسبب المريض (أو الشخص الذي تجري عليه التجربة أو الذي يجري التجربة بنفسه.
و هناك ثلاثة أنواع من التجارب العمياء:
- التعمية المفردة Single Blind Experiment.
- التعمية المزدوجة Double Blind Experiment.
- التعمية الثلاثي Triple Blind Experiment

## نظام التعمية المفردة
تقتصر التعمية على الافراد الخاضعين للتجربة فقط، بحيث لا يعلم المشاركين في التجربة ايهم في مجموعة التحربة أو المراقبة.

## نظام التعمية المزدوجة
تشمل التعمية أفراد التجربة أنفسهم (مجموعتي المراقبة والتجربة)و الذي يقوم بالدراسة، وذلك للتقليل من التحيز الذي يكون لظروف خارجية تؤثر على الدارس والمجموعة التي تحت الدراسة. وهو النظام الأكثر استعمالاً

## نظام التعمية الثلاثي
و هنا تمارس التعمية على افراد الدراسة والشخص الذي يقوم بالدراسة والشخص الذي يقوم بالتحليل واستخلاص نتائج الدراسة

## تكلفة التجارب الدوائية
يتواجد 3 أطراف مهمة في التجربة الدوائية
1. الممول وقد يكون شركة دوائية أو مؤسسة طبية أو غير ذلك
2. المحققين وهم الأطباء الباحثين المتخصصين ومنسقين لعملية البحث الدوائي وقد يكون صيدلاني أو ممرض أو غير ذلك متخصص في البحث الدوائي
3. المرضى أو المتطوعين الذين يوافقون على اجراءات التجربة الدوائية مع إعطاء التأمينات الطبية والصحية لهم حتى لو تم أخذ موافقتهم وتتم تحديد قيمة المبلغ

## الأهمية الحيوية للتجارب السريرية في تطوير الأدوية
التجارب السريرية تمثل جزءاً لا غنى عنه في عملية تطوير الأدوية، وهي مرحلة أساسية تفصل بين الاكتشافات العلمية في المختبرات وتحويل هذه الاكتشافات إلى علاجات متاحة يمكن أن تُحدث فارقاً في حياة المرضى. تعتمد أمان وفعالية أي دواء جديد على نتائج هذه التجارب، وبدونها، لا يمكن للعلاجات أن تحصل على الموافقة اللازمة من الهيئات التنظيمية مثل إدارة الغذاء والدواء الأمريكية (FDA) أو الوكالة الأوروبية للأدوية (EMA).

### التأكيد على الفعالية
الغرض الرئيسي من التجارب السريرية هو تقييم فعالية العلاجات الجديدة. يتم ذلك من خلال مقارنة الأدوية الجديدة بالعلاجات القائمة أو بواسطة استخدام الدواء الوهمي (placebo) لتحديد ما إذا كانت العلاجات الجديدة توفر تحسنًا ملموسًا في الحالة الصحية للمرضى. هذه العملية تتطلب تصميم تجارب محكمة ومراقبة دقيقة لجمع بيانات سريرية موثوقة.

#### تقييم الأمان
إلى جانب تقييم الفعالية، تلعب التجارب السريرية دوراً حاسماً في تحديد مستوى أمان العقاقير. من خلال مراقبة الآثار الجانبية التي قد تظهر على المشاركين خلال الدراسة، يمكن للباحثين تحديد المخاطر المحتملة وتقييم ما إذا كانت الفوائد المتوقعة للعقار تفوق هذه المخاطر.

##### التحديات الأخلاقية والتنظيمية
تواجه التجارب السريرية العديد من التحديات الأخلاقية، بما في ذلك ضمان الحصول على الموافقة المستنيرة من المشاركين وحماية خصوصيتهم وأمانهم. كما يجب على الباحثين التعامل مع تعقيدات تنظيمية كبيرة لضمان التزام الدراسات بالمعايير القانونية والأخلاقية الدولية.
هناك أنواع مختلفة من التجارب السريرية
- التجارب الوقائية: هي تجارب تهدف إلى تحديد طرق أفضل للوقاية من المرض لدى الأفراد الأصحاء أو لمنع عودة المرض لدى المصابين. قد تتضمن هذه التدخلات أدوية أو فيتامينات أو لقاحات أو تغييرات في نمط الحياة.
- تجارب الفحص: هي دراسات تُجرى لاختبار أساليب جديدة للكشف عن الأمراض أو الحالات الصحية لدى الأشخاص.
- التجارب التشخيصية: تهدف إلى مقارنة اختبارات أو إجراءات لتشخيص مرض أو حالة معينة.
- تجارب العلاج: تجري لتقييم علاجات جديدة، سواء كانت أدوية، أجهزة طبية، أو أساليب حديثة للجراحة أو العلاج الإشعاعي.
- تجارب جودة الحياة: تسعى لاكتشاف طرق لقياس أو تحسين نوعية حياة الأفراد المصابين بمرض أو حالة صحية. من يمكنه المشاركة في تجربة سريرية؟
- يُدعى المرضى للانضمام إلى التجارب السريرية من قبل فريق الرعاية الصحية بناءً على معايير أهلية محددة، والتي تضمن سلامة المشاركين ودقة الإجابة عن الأسئلة البحثية. تتضمن كل دراسة معايير للانضمام والاستبعاد:
  - معايير الاشتمال: هي الشروط التي يجب أن تتوفر للسماح بمشاركة الشخص في التجربة.
  - معايير الاستبعاد: هي الأسباب التي تمنع الشخص من المشاركة في الدراسة. المشاركة في التجارب السريرية
- ينبغي عليك التفكير جيدًا قبل اتخاذ قرار المشاركة في تجربة سريرية ومناقشته مع طبيبك وعائلتك. بمساعدة طبيبك، من المهم تقييم الفوائد والمخاطر المرتبطة بالمشاركة، بالإضافة إلى الالتزامات الزمنية المطلوبة. الفوائد والمخاطر
- الفوائد المحتملة
- قد تتمكن من الوصول إلى علاج جديد قبل توفره ويمكن أن تكون من بين أول المستفيدين
- يمكنك مساعدة األشخاص المستقبليين الذين تم تشخيصهم من خالل المساهمة في تطوير علاج محتمل
- المخاطر المحتملة
- قد تواجه آثارا جانبية غير مرغوب فيها للعلاج الجديد
- قد تستغرق التجربة وقتًا أطول من العلاج المعتاد؛ قد يكون لديك لمزيد من زيارات الطبيب والاختبارات
- قد لا يكون العلاج الجديد قيد الدراسة أفضل من مستوى الرعاية الحالية.[7]

## إدماج النساء
دام استبعاد النساء من التجارب السريرية لفترة طويلة من الزمن، إذ حتى بعد الحرب العالمية الثانية كانت تختبر التدخلات العلاجية والدوائية على نموذج الجسم الذكوري، وهذا يعني تغييب تام للاختلافات البيولوجية بين الإناث والذكور كمستوى التمثيل الغذائي ونسبة الدهون في الجسم والاختلافات الهرمونية، هذه العوامل التي توثر على معدل إمتصاص وإستجابة الأدوية  من طرف الجسم، وبالتالي فالتجارب السريرية التي تجرى على الرجال فقط قد تكون غير دقيقة مما يعني أعراض جانبية محتملة.
في مجموعة من الدول كانت تمنع النساء في سن الإنجاب أو الحوامل من المشاركة في التجارب السريرية، مثلا في الولايات المتحدة الأمريكية قدمت إدارة الغذاء والدواء توجيهات بالمنع وذلك للحفاظ على سلامة الجنين. لكن كان لهذا الاستبعاد اثر وخيم، ففي أوائل الستينيات تناولت مجموعة من النساء الحوامل عقاقير الثاليدومياد في 46 دولة، الشيء الذي أدى الي إصابة 10000 طفل بتشوهات في جسمهم وأيضا الألاف حالات إجهاض، وذلك لأنه تم تقديم هذا الدواء دون إختباره على النساء الحوامل. إذن يجب إشراك النساء في سن الحمل والنساء الحوامل في البحث السريري ولكن مع  احترام مجموعة من الضوابط الطبية والأخلاقية والقانونية وأن يكون للنساء الحق في الموافقة الحرة المستنيرة عند المشاركة.